# CHAOS (プロレス)
CHAOS（ケイオス）は、新日本プロレスで活動していたユニット。

## 概要

### 結成の経緯
2009年4月5日、新日本プロレスの両国国技館大会で行われた真壁刀義 vs 中邑真輔の試合中に矢野通が乱入、同団体のヒールユニットでもあるG・B・Hに所属していた真壁と矢野だったが、矢野が真壁をイスで襲撃して中邑の勝利をアシスト。矢野はG・B・Hを離反し、中邑と結託した。
その後、本間朋晃を除いたG・B・Hのメンバーが次々と矢野派へ移行、団体内でG・B・Hが両派に分かれた。4月23日、中邑と矢野が新軍団CHAOS（ケイオス）の結成を発表、矢野ならびに矢野派のメンバー（飯塚高史、石井智宏、邪道、外道、カール・アンダーソン、ジャイアント・バーナードら）は事実上G・B・Hを離脱した。中邑は当時、RISEで活動していたが、やはり事実上の離脱という形になっている。（後にRISEは自然消滅した。）

### ユニットの特徴

#### 初期・ヒール時代
上記の通り、CHAOSはG・B・Hの後継として結成されたユニットである。メンバーは新日本正規軍（以下「本隊」と表記）と対抗する立場に居るという共通点こそあるものの、正統派のスタイルで戦うレスラーとバックステージでの襲撃も辞さない凶悪ヒールレスラーが混在し、各人が自由に活動する文字通りのCHAOS（混沌）ユニットであった。
ヒール色の強かった時代の特徴として、リーダーの中邑や他のメンバーの意見の有無関係なく、足手まといや不要と見なされたメンバーは、その場にいるメンバーに追放されるという事があった。内藤哲也やカール・アンダーソンはこれに該当して追放されている。しかし、ヒデオ・サイトーの場合は、ヒデオの余りにも自由奔放すぎる行動に矢野を始めとするCHAOSメンバーに、「バカに付き合ってられない」という理由で、半年足らずで追放されたという少々例外なケースも存在する。その一方で、メンバーのブログやツイッターでは、一同で酒宴に興じる様子などが度々公開され、仲の良さがうかがえた。

#### 近年・ベビーフェイス化
CHAOSは、結成初期こそ観客からはブーイングの嵐を浴びていた。しかしながら、コミカルな反則殺法やムーブ、白熱した好ファイトを見せるようになると、ブーイングは次第に消え失せていった。さらに、鈴木軍やBULLET CLUBといった新たなヒール軍団の台頭に対して、積極的に迎撃し始めるといったアンチヒーロー的な人気を得るようになる。
2012年には、海外遠征から凱旋帰国したオカダ・カズチカが加入すると、IWGPヘビー級王座の初挑戦での戴冠やG1 CLIMAXの初出場初優勝といった実績を残す。これにより、オカダは中邑と共に、CHAOSの2枚看板として頭角を現すようになった。結成当初のメンバーである石井智宏も、2013年頃から好勝負を連発したり、NEVER無差別級王座を奪取したりと、独自の路線で存在感を上げるようになる。
一方で、ヒール色の強い飯塚高史や高橋裕二郎といったメンバーが2014年に脱退している（飯塚は鈴木軍、裕二郎はBULLET CLUBに加入）。同じくヒール色の強いメンバーであった矢野は、徐々にコミカル系のキャラクターに転向していったため、ユニットとしてのヒール色はさらに薄れていった。この頃から桜庭和志を始めとした明確なヒール転向をしないままCHAOSへ加入するメンバーが現れるようになり、2016年には後藤洋央紀やウィル・オスプレイ、2017年には海外遠征から凱旋した田中翔・小松洋平がベビーフェイスの立場を維持したままCHAOSに加入した。
このように、次第にベビーフェイス寄りの立場を取るユニットとなったCHAOSではあったが、名目上はあくまでも「反体制側のユニット」とされ、本隊とは敵対する形のアングルが長らく組まれていた。

#### 本隊との融和・共闘へ
2018年1月、海外遠征から帰国してヒールに転向していたジェイ・ホワイトがオカダの勧誘に応じて加入するが、ベビーフェイス化していたCHAOSに馴染むことが出来ずに孤立。9月にはホワイトと外道が結託してオカダを裏切り襲撃する事件を起こし、10月にはこれに邪道が追従して3人でBULLET CLUB に加入した。この一連の事件に際して、本隊の棚橋弘至とオカダとの間に対BULLET CLUB戦線と言う点での利害の一致が生じ、11月開幕のWORLD TAG LEAGUEシリーズより、オカダと棚橋を始めとした本隊メンバーとCHAOSメンバーとの共闘タッグが限定的ながら組まれるようになった。また、12月にはかつて抗争を繰り広げたロッキー・ロメロとタイガーマスクが試合後に握手を交わす場面や、矢野がバッドラック・ファレのバッドラックフォールを喰らう寸前で解説席にいた真壁が救出するなど、本隊との融和ムードがさらにに進展した。
2019年になると、本隊との共闘タッグが本格的に組まれるようになり、タグチジャパンとの共闘という形で旧G・B・H時代の真壁・矢野タッグが再び組まれた他、1月30日にはオカダが棚橋に対して正式な共闘を持ちかけて握手を交わした。これに伴い、CHAOSと本隊は正式な共闘関係となった。

#### 本隊との合流
2025年3月6日、王者・後藤と挑戦者・棚橋によるIWGP世界ヘビー級選手権試合が行われ、後藤が棚橋に勝利。試合後のマイクアピールにて、棚橋はCHAOSと本隊の合流を示唆するような発言をし、CHAOSの本隊合流が決定的となった。

## 略歴

### 2009年
- 6月20日、DOMINION6.20で、BAD INTENTIONS（ジャイアント・バーナード&カール・アンダーソン組）がIWGPタッグ王座を保持するチーム3D（ブラザー・レイ&ブラザー・ディーボン組）と対戦。アンダーソンがディーボンにピンフォール負けを喫し、王座奪取はならなかった。同日のセミファイナルでは矢野が真壁とシングルマッチで対戦、飯塚と中邑のアシストを経て鬼殺しでピンフォール勝ちを収めた。
- 8月、中邑、矢野、飯塚、田中将斗、バーナードがG1 CLIMAXに出場。中邑が準優勝となった。
- 9月27日、中邑がIWGPヘビー級王座決定戦と銘打たれた試合で真壁と対戦。ボマイェでピンフォール勝ちを収め、同王座の第53代王者となった。
- 10月、G1 TAG LEAGUEに、中邑&矢野組、田中&石井智宏組、バーナード&アンダーソン組、邪道&外道組が出場。バーナード&アンダーソン組が決勝戦でApollo 55（田口隆祐&プリンス・デヴィット組）を破り、大会史上初の全勝優勝を果たした。

### 2010年
- 1月4日、レッスルキングダムIVで、バーナード&アンダーソン組が、NO LIMIT（裕次郎[注釈 2]&内藤哲也組）、王者組のチーム3Dを交えたIWGPタッグ選手権試合3WAYマッチに出場。アンダーソンが裕次郎からピンフォール負けを喫し、王座奪取はならなかった。同日には、矢野、飯塚、石井がアブドーラ・ザ・ブッチャーと組んで、蝶野正洋、長州力、中西学、テリー・ファンク組と対戦。試合終盤でブッチャーが裏切り、飯塚が中西のアルゼンチンバックブリーカーでギブアップ負けを喫した。
- 2月14日、外道&ディック東郷[注釈 3] 組が、Apollo 55の保持するIWGPジュニアタッグ王座に挑戦したが、敗北を喫し、王座奪取はならなかった。
- 4月4日、アンダーソンが追放（後にバーナードも自然離脱）され、NO LIMITが加入する。
- 5月3日、レスリングどんたくで中邑がIWGPヘビー級王座の防衛戦で真壁と対戦するも、真壁のキングコングニードロップでピンフォール負けを喫し、王座から陥落した。
- 6月19日、DOMINION6.19で、矢野が棚橋弘至とルーザー・ボールド・ルールで対戦、ピンフォール負けを喫し、試合後に矢野が髪の毛を刈られた。
- 8月、中邑、矢野、裕二郎、内藤がG1に出場したが、四者共に予選落ちに終わる。

### 2011年
- 1月23日、石井がタイガーマスクとマスカラ・コントラ・カベジェラで対戦。ピンフォール負けを喫し、石井は髪の毛を刈られた。
- 4月、デイビー・リチャーズ、ロッキー・ロメロが加入する。
- 5月25日、内藤が追放され、高橋がコンプリート・プレイヤーズに加入する。
- 6月18日、キラーラビットが追放されブライアン・ケンドリック、ヒデオ・サイトーが加入する。
- 8月、中邑、矢野、裕二郎、ヒデオがG1に出場。中邑が決勝戦で内藤を下し、初優勝を果たした。
- 10月10日、DESTRUCTION'11で、リチャーズ&ロメロ組がApollo 55の保持するIWGPジュニアタッグ王座に挑戦。リチャーズがデヴィットからピンフォール勝ちを収め、同王座の第29代王者組となった。
- 12月4日、ヒデオが追放される。
- 12月28日、YOSHI-HASHIが加入する。

### 2012年
- 1月4日、レッスルキングダムVIで、オカダ・カズチカが加入する。
- 1月12日、矢野&飯塚が2011年度プロレス大賞年間最高試合賞を受賞。
- 2月12日、THE NEW BEGINNINGで、オカダが棚橋の保持するIWGPヘビー級王座に挑戦。レインメーカーでピンフォール勝ちを収め、同王座の第57代王者となった。
- 5月3日、レスリングどんたくで、矢野&飯塚組がテンコジ（天山広吉&小島聡組）の保持するIWGPタッグ王座に挑戦。矢野が小島からピンフォール勝ちを収め、同王座の第59代王者組となった。またリチャーズがアメリカで交通事故に巻き込まれ、この日を境に新日本への参戦が途絶えたことから、CHAOSから離脱する。
- 6月、アレックス・コズロフが加入し、ロメロとのタッグチーム、フォーエバー・フーリガンズを結成。
- 7月22日、中邑が後藤洋央紀の保持するIWGPインターコンチネンタル王座に挑戦。ボマイェでピンフォール勝ちを収め、同王座の第4代王者となった（この試合後、中邑がベルトの作り直しを要求したことで、同王座のベルトの革部分が白色に変更された）。同日にフォーエバー・フーリガンズが獣神サンダー・ライガー&タイガーマスク組が保持するIWGPジュニアタッグ王座に挑戦。ロメロがタイガーからピンフォール勝ちを収め、同王座の第33代王者組となった。
- 8月、中邑、オカダ、矢野、高橋がG1に出場。オカダが決勝戦でアンダーソンを下し、初出場・初優勝並びに史上最年少優勝記録を樹立した。
- 11月5日、日本武道館で開催されたももいろクローバーZのライブ「ももクロ秋の2大祭り 男祭り 2012」に邪道、矢野、飯塚、YOSHI-HASHIが出演した。
- 12月10日、オカダがプロレス大賞最優秀選手賞、年間最高試合賞を受賞、中邑が技能賞を受賞した。

### 2013年
- 2月9日、矢野&飯塚組がプロレスリング・ノアに参戦。NO MERCYのマイバッハ谷口&マイバッハ谷口Jr.組と対戦。両者反則で引き分けに終わった。メインイベント終了後、NO MERCYのリーダー・KENTAを襲撃し谷口と結託した。
- 3月10日、矢野&飯塚組がノアに参戦。丸藤正道&杉浦貴組の保持するGHCタッグ王座に挑戦。矢野が杉浦からピンフォール勝ちを収め、同王座の第28代王者組となった。
- 3月23日、NEW JAPAN CUPにてオカダが決勝戦で後藤を下し、初出場・初優勝を果たした。
- 4月7日、オカダが棚橋の保持するIWGPヘビー級王座に挑戦。レインメーカーでピンフォール勝ちを収め、同王座の第59代王者となった。
- 6月2日、裕二郎がノアに参戦。谷口と組み、丸藤&モハメド・ヨネ組と対戦したが高橋のスピアー誤爆から谷口がピンフォール負けを喫した。試合後、谷口が高橋をラリアットで襲撃し、谷口がCHAOSから離脱する。
- 7月20日、中邑がラ・ソンブラの保持するIWGPインターコンチネンタル王座に挑戦。ボマイェでピンフォール勝ちを収め、同王座の第6代王者となった。
- 8月、中邑、オカダ、矢野、高橋、石井がG1に出場。全員が予選落ちに終わる。
- 12月9日、オカダがプロレス大賞最優秀選手賞を、中邑が年間最高試合賞を受賞した。

### 2014年
- 5月3日、レスリングどんたくにて桜庭が中邑と組み、グレイシー一族と対戦。またメインイベントで行われたオカダ vs AJスタイルズの試合に裕二郎が突如乱入しAJの勝利をアシスト、試合後CHAOSを脱退しBULLET CLUB入りを表明した。
- 5月25日 「BACK TO THE YOKOHAMA ARENA」での矢野・飯塚 vs 鈴木みのる・シェルトン・ベンジャミンにて、試合開始直前のリング上で飯塚がパイプ椅子で矢野を背後から襲撃、飯塚は鈴木軍Tシャツを着てCHAOSを裏切り鈴木軍入りを果たす。
- 6月8日、邪道・矢野 vs 飯塚・鈴木の試合後、桜庭が乱入し敗れた邪道・矢野組を救出しタッグを結成。（この時、矢野は新作のDVDの出演を条件に出して桜庭が考えとくという答えだったため組んだ。）
- 8月10日、G1 CLIMAXの決勝が中邑 vs オカダというCHAOS対決となり、オカダが勝利した。

### 2015年
- 1月4日、レッスルキングダムVIに丸藤正道&マイキー・ニコルス（The Mighty Don't Kneel）&シェイン・ヘイスト（The Mighty Don't Kneel）が矢野のパートナーXとして参戦。
- 5月17日、新日本プロレス北米遠征トロント大会メインのBULLET CLUB vs CHAOSの試合で、現IWGPタッグ王者のキングダム（英語版）が乱入し、CHAOSをサポートした。新日本のホームページやマリアのTwitterで「CHAOSのキングダムだ。」とキングダムのCHAOS入りをアピールした。

### 2016年
- 1月4日、レッスルキングダムXにブリスコ・ブラザーズが矢野のパートナーXとして参戦。バレットクラブ（ バッドラック・ファレ＆タマ・トンガ＆高橋裕二郎）と対戦しNEVER無差別級6人タッグ王座を獲得。
- 1月30日、中邑がWWEの傘下団体WWE・NXTに移籍するため脱退、試合後にCHAOSメンバーからの祝福を受け、大会を締め括った。
- 2月11日、IWGPヘビー級王座を持つオカダが後藤の挑戦を退け勝利する。試合後、後藤にCHAOSへの加入を促すコメントを行った。以降、次シリーズよりオカダが後藤の前に現れてはCHAOSへの勧誘を繰り返し行うも、その度に固辞される。
- 3月3日、大田区体育館大会にてオカダより新メンバーとしてウィル・オスプレイの加入が発表される。
- 3月12日、NEW JAPAN CUPで優勝した内藤がオカダの持つIWGPヘビー級王座への挑戦を表明した。また決勝で敗れ試合後、内藤らに暴行を受けていた後藤をオカダが救出し、改めてCHAOSへ勧誘した。ここで後藤が了承し正式にメンバーに加入すると共にロス・インゴベルナブレス・デ・ハポン（以下「L・I・J」と表記）との軍団抗争へと発展する。
- 4月10日、INVASION ATTACKにてオカダと内藤によるIWGPヘビー級王座が行われるも、L・I・Jによる緻密な連携と乱入工作によりオカダが敗退した。試合後、オカダの救出に現れた石井が次の王座防衛戦への挑戦をアピールを行うも会場の空気はL・I・Jが完全に支配しており、石井らは観客からブーイングと帰れコールを浴びる事となった。以降、レスリングどんたくシリーズからDOMINIONシーリーズまでL・I・Jとの抗争が続く。
- 6月19日、DOMINIONにてオカダが内藤から王座を奪還。これと共に同大会にてCHAOS各メンバーのL・I・Jとの抗争に一区切りがつく。
- 7月、YOSHI-HASHIが念願のG1初出場を果たし、初戦にて後に優勝したケニー・オメガから新技カルマで勝利した。

### 2017年
- 1月4日、オカダがケニー・オメガとのIWGPヘビー級選手権試合に勝利。この試合は後に2017年プロレス大賞ベストバウトに選ばれた。また、後藤がNEVER無差別級王者に、石井&矢野がIWGPタッグ王者になった。
- 3月、旗揚げ記念日にてオカダとタイガーマスクWのシングルマッチが実現した。
- 6月11日、オカダとケニーのIWGPヘビー級選手権試合が実現。結果は60分フルタイムドローとなった。
- 9月、ロメロとバレッタによる「ROPPONGI VICE」がバレッタのヘビー級挑戦による発展的解散。2人ともCHAOSには残留。
- 10月9日、ロメロが新たにプロデュースするユニットの「ROPPONGI 3K」として小松洋平と田中翔が海外遠征から凱旋帰国、それぞれYOH、SHOと改名しIWGPジュニアタッグ王座を獲得した。

### 2018年
- 1月6日、レッスルキングダムの2夜明け会見の会場にてホワイトがオカダの勧誘に応じてCHAOSに加入。
- 5月4日、オカダがIWGPヘビー級王座12度目の防衛に成功し、同王座の最多連続防衛記録を塗り替えた。
- 6月9日、オカダがケニー・オメガとのIWGPヘビー級王座・時間無制限3本勝負に敗北し、長らく保持していた同王座から陥落した。
- 10月8日、ジェイ、外道、邪道がCHAOSを裏切り離脱。
- 10月27日、オカダと棚橋が握手を交わし、以降の試合でCHAOSと本隊がタッグを組むことになる。

### 2019年
- 2月25日、新日本プロレスの公式ツイッターにて、WWEを退団したマイキー・ニコルスがCHAOSの新メンバーとしてNEW JAPAN CUPに出場することが発表された。
- 3月24日、オカダが4年ぶり3度目のNEW JAPAN CUPに出場し、初出場以来2度目の優勝を果たした。その後、4月6日（現地時間）、マディソンスクエアガーデンでのIWGPヘビー級選手権試合に勝利。5度目の王座戴冠を果たした。
- 6月5日、オスプレイが初出場以来2度目の優勝果たし、その4日後の6月9日にIWGPジュニアヘビー級王座を戴冠した。
- 6月30日、ロビー・イーグルスがBULLET CLUBを離脱し、CHAOSの新メンバーとして加入した。
- 11月、ROPPONGI 3KのYOH、SHOがSUPER Jr. TAG LEAGUE史上初の3連覇を果たした。

### 2020年
- 1月5日、オカダと内藤のIWGPヘビー級&IWGPインターコンチネンタル ダブル選手権試合が行われ、オカダが王座陥落となった。また、後藤がNEVER無差別級王座5度目の戴冠を果たし、YOH&SHOがIWGPジュニアタッグ王者に返り咲いた。
- 2月3日、オカダがタイチとデビュー戦以来12年ぶりのシングルマッチを行う。
- 2月14日（英国時間）、オスプレイがザック・セイバーJr.を下し、ブリティッシュヘビー級王座を奪取。
- 8月9日、第21代NEVER無差別級6人タッグ王座決定トーナメントの決勝がオカダ組（オカダ&矢野&SHO） vs 後藤組（後藤&石井&YOSHI-HASHI）の同門対決となり、後藤組が勝利し第21代王者となった。また、YOSHI-HASHIがデビュー12年目以来初のタイトルを獲得した。
- 8月29日、矢野が同門のオカダを含めた4WAYマッチに勝利し、KOPW 2020の初代保持者となる。
- 10月16日、G1でオカダとオスプレイの対戦中、突如グレート-O-カーンが乱入しオカダを襲撃。この乱入に乗じてオスプレイが勝利したが、直後にオスプレイがオカダを襲撃し罵声を浴びせた後、バックステージにてCHAOSの離脱と新ユニット「THE EMPIRE」の立ち上げを宣言した。
- 11月7日、オカダがO-カーンとのスペシャルシングルマッチに勝利。

### 2021年
- 7月25日、ロビーがエル・デスペラードを下し、IWGPジュニアヘビー級王者となる。また、オカダがジェフ・コブとのスペシャルシングルマッチに勝利。
- 8月のSUPER Jr. TAG LEAGUE 2021にSHO&YOH組が参戦するも、前哨戦からYOHがふるわず、公式戦でも連敗を重ねた。8月16日、エル・デスペラード・金丸義信組との試合のさなか、狙われるYOHをSHOは救出せず、YOHがフォール負けを喫した後に追撃のショックアローを見舞い、Roppongi 3Kは空中分解して解散となった。
- 9月4日メットライフドーム大会において、YOHはSHOとの一騎打ちに挑むも敗戦。試合後、SHOはBULLET CLUBのEVIL・ディック東郷・高橋裕二郎と結託し、新ユニット「HOUSE OF TORTURE」の一員となった。

### 2023年
- 3月21日、長岡大会で行われたIWGPジュニアヘビー級選手権後のVTRとザック・セイバーJr.からの紹介により、ロビーのTMDKへの加入（即ちCHAOSからの離脱）が発表された。

### 2024年
- 1月19日、オカダが1月末での新日本退団を発表。新日本での最後の試合となった2月24日の札幌大会を最後にCHAOSを離脱[1]。

### 2025年
- 1月4日、IWGP世界ヘビー級王座挑戦権争奪ニュージャパンランボーで後藤が勝利し、IWGP世界ヘビー級王座への挑戦権を獲得。
- 1月5日、石井がNEVER無差別級王者に挑戦するも、KOSUKE TAKESHITAに敗戦。
- 2月11日、 大阪府立体育会館大会でYOH&ロッキー組がIWGPジュニアタッグ王座に挑戦するも藤田晃生＆ロビー・イーグルス組に敗戦。同大会のメインでは後藤がIWGP世界ヘビー級王座に挑戦。満員の観客からの大声援を受け、王者ザック・セイバーJr.に勝利。キャリア22年目、IWGPヘビー級王座時代から通算して9度目の挑戦にして初の団体最高峰王座を獲得[2]。
- 3月6日、旗揚げ記念日（大田区総合）メインでのIWGP世界ヘビー級選手権試合で後藤が棚橋弘至の挑戦を退け初防衛に成功。試合後、棚橋が「今日を機に、本隊とCHAOSの関係性、変わるんじゃないか？」と発言すると、この日会場にいた新日本本隊とCHAOSとG・B・Hのメンバーをリングに呼び込み、「後藤、新日本プロレスをもっともっと高みに導いていってくれ」と後藤にメッセージを送り、後藤もこれに応じたことで2018年以降共闘関係だった本隊への合流が決定的となった[3]。なお、次大会となるNEW JAPAN CUP 2025以降、CHAOSに所属していた選手は本隊所属選手としてアナウンスされている。

## 最終メンバー
- 矢野通（結成 - 2025年3月6日解散）
- 石井智宏（結成 - 2025年3月6日解散）
- YOSHI-HASHI（2011年12月28日 - 2025年3月6日解散）
- 後藤洋央紀（2016年3月12日 - 2025年3月6日解散）（オカダ離脱後のリーダー格）
- ロッキー・ロメロ（2010年10月12日 - 2025年3月6日解散）
- YOH（2017年10月9日 - 2025年3月6日解散）

## 元メンバー

### 追放・脱退により離脱したレスラー
- ブラック・タイガー（5代目）（フリー）（結成 - 2009年6月20日追放[注釈 4]）
- カール・アンダーソン（結成 - 2010年4月4日追放）（本隊に合流）（現在はWWE）
- ジャイアント・バーナード（結成 - 2010年4月4日脱退[注釈 5]）（現在は引退しNXTのヘッドコーチ）
- 内藤哲也（2010年4月4日 - 2011年5月26日追放）（本隊に合流）（現在はロス・インゴベルナブレス・デ・ハポン）
- キラーラビット（計2体）（2011年2月20日 - 6月18日追放）
- ヒデオ・サイトー（2011年6月18日 - 12月4日追放）（キャプテン・ニュージャパンに改名の上、本隊に合流）（現在は事実上休業）
- 高橋裕二郎（2010年4月4日 - 2014年5月3日脱退）（BULLET CLUB加入）
- 飯塚高史（結成 - 2014年5月25日脱退）（鈴木軍加入）（現在は引退）
- 中邑真輔（初代リーダー）（結成 - 2016年1月30日脱退）（WWEに移籍のため新日本プロレス退団）
- 邪道（結成 - 2018年10月8日脱退）（BULLET CLUB加入）（現在はG.o.Dと共に本隊へ合流）
- 外道（結成 - 2018年10月8日脱退）（BULLET CLUB加入）
- ジェイ・ホワイト（2018年1月6日 - 10月8日脱退）（BULLET CLUB加入）（現在はAEW）
- ウィル・オスプレイ（2016年3月3日 - 2020年10月16日脱退）（UNITED  EMPIRE結成）（現在はAEW）
- SHO（2017年10月9日 - 2021年9月4日脱退）（BULLET CLUB加入）
- マイキー・ニコルス（2019年2月25日 - 2022年5月14日離脱）（TMDK再加入）
- ロビー・イーグルス（2019年6月30日 - 2023年3月21日離脱）（TMDK加入）
- オカダ・カズチカ（中邑離脱後のリーダー格[注釈 6]）（2012年1月4日 - 2024年2月24日脱退）（新日本プロレス退団）（現在はAEW入団・The Elite加入）

### その他
主にフリー・他団体からの参戦選手で新日本プロレスへの参戦が途絶えた、あるいは引退した為に自然離脱した者を列挙する。
- デイビー・リチャーズ（ROH）（2011年4月 - 2012年5月2日離脱）
- ロウ・キー（フリー）（2012年4月 - 2013年1月4日離脱）
- ブライアン・ケンドリック（フリー）（2011年6月18日 - 2013年11月6日離脱）
- 田中将斗（ZERO1）（結成 - 2013年12月8日離脱）
- アレックス・コズロフ（フリー）（2012年6月10日 - 2015年1月9日引退）
- マイケル・ベネット（ROH）（2015年5月17日 - 12月29日離脱）
- マリア・ケネリス（ROH）（2015年5月17日 - 12月29日離脱）
- マット・ターバン（ROH）（2015年5月17日 - 12月29日離脱）
- 桜庭和志（フリー）（2014年6月8日 - 2016年7月3日離脱）
- マーク・ブリスコ（ROH）（2015年12月19日 - 2016年10月10日離脱）
- ジェイ・ブリスコ（ROH）（2015年12月19日 - 2016年10月10日離脱）（2023年1月17日、交通事故により死去）
- トレント・バレッタ（AEW）（2013年10月15日 - 2019年2月7日離脱、2021年11月10日 - 2024年4月3日脱退）（ドン・キャリス・ファミリー加入）
- チャック・テイラー（AEW）（2017年10月15日 - 2019年2月7日離脱、2021年11月10日 - 2024年4月24日離脱）
- オレンジ・キャシディ（AEW）（2021年11月10日 - 2024年5月29日離脱）
- リオ・ラッシュ（フリー）（2022年10月29日 - 2023年10月1日離脱[注釈 7]）（現在はAEW入団）

## 歴代サポートメンバー

### 国内
- グレート・ムタ
- TAJIRI（全日本プロレス）
- ディック東郷（DDTプロレスリング）
- フジタ"Jr"ハヤト（みちのくプロレス）
- マイバッハ谷口（プロレスリング・ノア）
- YAMATO（DRAGON GATE）
- リコシェ（DRAGON GATE）
- 丸藤正道（プロレスリング・ノア）[注釈 8][注釈 9]
- 中嶋勝彦（プロレスリング・ノア）[注釈 9]
- 舞華（スターダム）
- MUSASHI（みちのくプロレス）[注釈 10][4]

### 海外
- アブドーラ・ザ・ブッチャー（フリー）
- アベルノ（CMLL）
- ダニエル・ピューダー（フリー）
- エル・テリブレ（CMLL）
- OKUMURA（CMLL）
- テハノ・ジュニア（AAA）
- ネグロ・カサス（CMLL）
- バル・ビーナス（フリー）
- ボブ・サップ（フリー）
- ボラドール・ジュニア（CMLL）
- ミステリオッソ・ジュニア（CMLL）
- メフィスト（CMLL）
- シェイン・ヘイスト（NOAH）
- チーズ・バーガー（ROH）
- ジョン・モクスリー（AEW）
- ケニー・オメガ（AEW）
- ブライアン・ダニエルソン（AEW）

## 戦績
- 中邑真輔
  - IWGPヘビー級王座（第53代）
  - IWGPインターコンチネンタル王座（第4代、6代、8代、10代、12代）
  - G1 CLIMAX優勝（2011年）
  - NEW JAPAN CUP優勝（2014年）
  - プロレス大賞 技能賞（2012年）
  - プロレス大賞 年間最高試合賞（2013年、2014年）
- オカダ・カズチカ
  - IWGPヘビー級王座（第57代、59代、63代、65代、69代）
  - IWGP世界ヘビー級王座（第4代、6代）
  - G1 CLIMAX優勝（2012年、2014年、2021年、2022年）
  - NEW JAPAN CUP優勝（2013年、2019年）
  - プロレス大賞 最優秀選手賞（2012年、2013年、2015年、2019年、2022年）
  - プロレス大賞 年間最高試合賞（2012年、2014年、2015年、2016年、2017年、2018年、2019年、2020年、2022年）
- 石井智宏
  - NEVER無差別級王座（第3代、5代、7代、9代、26代、34代）
  - ROH世界TV王座（第11代）
  - RPWブリティッシュ・ヘビー級王座（第18代、20代）
  - プロレス大賞 殊勲賞（2014年）
- ロッキー・ロメロ
  - NWA世界ヒストリックウェルター級王座（第10代）
  - MLW世界ミドル級王座（第11代）
- ジャイアント・バーナード＆カール・アンダーソン
  - G1 TAG LEAGUE優勝（2009年）
- 内藤哲也＆高橋裕二郎
  - IWGPタッグ王座（第55代）
- 矢野通＆飯塚高史
  - IWGPタッグ王座（第59代）
  - GHCタッグ王座（第28代）
  - プロレス大賞 年間最高試合賞（2011年）
- 邪道＆外道
  - GHCジュニアヘビー級タッグ王座（第28代）
  - J SPORTS CROWN〜SUPER J TAG LEAGUE〜優勝（2010年）
- デイビー・リチャーズ
  - ROH世界王座（第16代）
- ロウ・キー
  - IWGPジュニアヘビー級王座（第63代、65代）
- 田中将斗
  - IWGPインターコンチネンタル王座（第2代）
  - NEVER無差別級王座（初代）
  - 初代NEVER無差別級王座決定トーナメント優勝（2012年）
- ロッキー・ロメロ＆デイビー・リチャーズ
  - IWGPジュニアタッグ王座（第29代、31代）
- ロッキー・ロメロ＆アレックス・コズロフ
  - IWGPジュニアタッグ王座（第33代、35代）
  - ROH世界タッグ王座（第37代）
- ロッキー・ロメロ＆バレッタ
  - IWGPジュニアタッグ王座（第41代、46代、第49代、第51代）
  - SUPER Jr. TAG TOURNAMENT優勝（2016年）
- ジェイ・ブリスコ&マーク・ブリスコ
  - IWGPタッグ王座（第71代）
  - NEVER無差別級6人タッグ王座（初代、3代、パートナーは矢野通）
- 矢野通&石井智宏
  - IWGPタッグ王座（第73代）
- 後藤洋央紀
  - IWGP世界ヘビー級王座（第12代）
  - NEVER無差別級王座（第15代、17代、19代、21、28代）
  - プロレス大賞 年間最高試合賞（2024年）
- ウィル・オスプレイ
  - ROH世界TV王座（第13代）
  - NEVER無差別級王座（第23代）
  - RPWブリティッシュ・クルーザー級王座（第13代）
  - IWGPジュニアヘビー級王座（第78代、80代、85代）
  - RPWブリティッシュ・ヘビー級王座（第24代）
  - BEST OF THE SUPER Jr.優勝（2016年、2019年）
- 矢野通＆丸藤正道
  - GHCタッグ王座（第34代）
  - グローバル・タッグ・リーグ戦優勝（2016年）
- YOH＆SHO
  - IWGPジュニアタッグ王座（第54代、56代、59代、61代、65代）
  - SUPER Jr. TAG TOURNAMENT/SUPER Jr. TAG LEAGUE優勝（2017年、2018年、2019年）
- 矢野通&石井智宏&バレッタ
  - NEVER無差別級6人タッグ王座（第15代）
- ジェイ・ホワイト
  - IWGP USヘビー級王座（第2代）
- 矢野通&真壁刀義&田口隆祐
  - NEVER無差別級6人タッグ王座（第19代）
- マイキー・ニコルス
  - EPWヘビー級王座（第36代）
- 後藤洋央紀&石井智宏&YOSHI-HASHI
  - NEVER無差別級6人タッグ王座（第21代）
- 矢野通
  - KOPW2020王者（初代）
  - KOPW2021王者（初代、第3代）
  - KOPW2022王者（第2代）
- ロビー・イーグルス
  - IWGPジュニアヘビー級王座（第90代）
- ロビー・イーグルス&タイガーマスク
  - IWGPジュニアタッグ王座（第68代）
- 後藤洋央紀&YOSHI-HASHI
  - IWGPタッグ王座（第92代、97代、99代、102代）
  - STRONG無差別級タッグ王座（第4代）
  - WORLD TAG LEAGUE優勝（2021年、2022年、2023年）
  - プロレス大賞 最優秀タッグチーム賞（2023年）
- 後藤洋央紀&YOSHI-HASHI&YOH
  - NEVER無差別級6人タッグ王座（第23代）
- YOH&リオ・ラッシュ
  - SUPER Jr. TAG LEAGUE優勝（2022年）
- オカダ・カズチカ&棚橋弘至&石井智宏
  - NEVER無差別級6人タッグ王座（第26代）
- 矢野通&棚橋弘至&ボルチン・オレッグ
  - NEVER無差別級6人タッグ王座（第27代、29代）

## 出演
- ブラマヨとゆかいな仲間たち アツアツっ!（2014年6月28日）- 矢野通、オカダ・カズチカ、外道
- 極上空間（2014年7月5日）- 中邑真輔、オカダ・カズチカ
- クイズプレゼンバラエティー Qさま!!（2014年7月7日） - 中邑真輔
- ゴン中山&ザキヤマのキリトルTV（2014年9月14日） - オカダ・カズチカ（VTR出演）
- マツコの知らない世界（2016年9月27日） - 『キュンキュンするプロレスの世界』の企画にオカダが出演、後半にはスタジオに特設リングを設置しオカダ&オスプレイvsロメロ&バレッタ（ROPPONGI VICE）の試合を行った。
- CHAOSのオールナイトニッポンR（2017年6月10日） - 矢野通、YOSHI-HASHI、オカダ・カズチカがパーソナリティーに挑戦
- ウチのガヤがすみません!（2018年7月31日）- オカダ・カズチカ、矢野通、外道
- ダウンタウンDX （2023年2月9日）- オカダ・カズチカ、矢野通、YOH、石井智宏（VTR出演）